# 洪羽
洪羽（？—？），字鸿父，江南東路建昌（今屬江西永修）人，祖籍潤州丹陽（今江蘇）。

## 生平
父洪民师进士出身，曾任石州（今山西离石县）司户参军，其母乃黄庭坚之妹。出生書香門第，父母皆早亡，幼時由祖母文成县君李氏啟蒙，與兄洪朋、洪芻、洪炎等人有才名，“皆能独秀于林者也”，号称“四洪”。洪羽為紹聖四年（1097）進士，官台州（今浙江临海县）知府。元符年間入元祐党籍，貶江州酒税。惜早卒，其诗不传，吕本中《江西诗社宗派图》中仅列洪朋、洪刍、 洪炎三人。